# Patrick Huisman
Patrick Huisman, född den 23 augusti 1968 i Haag, Nederländerna, är en nederländsk racerförare.

## Racingkarriär
Huisman blev fyra i Porsche Supercup 1995, vilket var hans första internationella satsning. Han blev sedan trea 1996, innan han vann titeln både 1997, 1998, 1999 och 2000. Han fick sedan ett kontrakt i DTM för 2001, där han blev sexa för Mercedes, innan han misslyckades med att ta poäng året därpå. Han återvände sedan till Supercupen, där han sedan dess inte vunnit någon titel, men har alltid varit en stabil förare nära toppen. 2005 tog han silver i klassen, vilket var hans bästa placering sedan comebacken.
| År   | Tävlade i |
| ---- | --- |
| 1988 | Squadra Bianca Championship |
| 1989 | Squadra Bianca Championship |
| 1990 | Dutch Touring Car Championship |
| 1991 | Dutch Touring Car Championship, Junior Test BMW Motorsport Germany                                                                                 |
| 1992 | Tyska Porsche Carrera Cup, 24 timmarslopp på Nürburgring                                                                                           |
| 1993 | Dutch Touring Car Championship, ADAC GT Cup |
| 1994 | Dutch Touring Car Championship, 24 timmarslopp på Nürburgring, Spa-Francourchamps och Le Mans, Porsche Supercup, ADAC Touringwagencup              |
| 1995 | Porsche Supercup |
| 1996 | Porsche Supercup, FIA GT, 24 timmarslopp på Zolder, Porsche Carrera Cup Helsinki                                                                   |
| 1997 | Porsche Supercup, Belcar, Porsche GT1 testförare                                                                                                   |
| 1998 | 24 timmarslopp Daytona International Speedway, Le Mans, Spa-Francourchamps och Zolder, FIA GT, 12 timmarslopp på Sebring, Belcar, Porsche Supercup |
| 1999 | 24 timmarslopp Daytona International Speedway och Le Mans, 12 timmarslopp på Sebring, Porsche Supercup, Petit Le Mans                              |
| 2000 | 24 timmars lopp Le Mans och Daytona International Speedway, Porsche Supercup                                                                       |
| 2001 | DTM |
| 2002 | DTM |
| 2003 | Porsche Supercup, DTM |
| 2004 | Porsche Supercup, Test med Minardi i Formel 1 |
| 2005 | Porsche Supercup |
| 2006 | Porsche Supercup |
| 2007 | Porsche Supercup |
| 2008 | Porsche Supercup |